# اسقف‌نشین آرماویر
اسقف‌نشین آرماویر (ارمنی: Արմավիրի թեմ Armaviri t'em) یک اسقف‌نشین کلیسای حواری ارمنی می‌باشد که استان آرماویر ارمنستان را در بر می‌گیرد. نام این اسقف‌نشین از شهر تاریخی آرماویر که بین سال‌های 331 تا 210 پیش از میلاد پایتخت ارمنستان بزرگ بوده است گرفته شده است.